# باغ گیاه‌شناسی جیندای
باغ گیاه‌شناسی جیندای (به ژاپنی: 神代植物公園  Jindai shokubutsu kōen) یکی از پارک‌های توکیو پایتخت ژاپن است. این پارک در سال ۱۹۶۱ افتتاح شده و در منطقهٔ چوفو قرار دارد. در این پارک ۴۵۰۰ نوع مختلف گیاه به تعداد ده هزار رأس کاشته شده‌است. هرچند این پارک به‌خاطر داشتن شکوفه‌های گیلاس و آلو معروف است ولی شهرت اصلی آن به‌خاطر رز و ساکورا است. ۲۷۴ گونهٔ مختلف رز در این پارک وجود دارد و به عنوان بزرگترین مرکز گل رز توکیو محسوب می‌شود. در فصل شکوفایی رز در بهار و پاییز برنامه‌های مختلف از جمله کنسرت در این باغ برگزار می‌گردد. همچنین این پارک دارای ۶۰۰ درخت در ۶۵ گونهٔ مختلف ساکورا است.

## رسیدن به پارک
- جی آر، خط چوئو-هونسن، ایستگاه میتاکا یا ایستگاه کیچیجوجی سپس با استفاده از اتوبوس‌های اوداکیو
- خط کیئو ایستگاه چوفو یا ایستگاه تسوسوجیگائوکا سپس با استفاده از اتوبوس‌های کیئو. ایستگاه اتوبوس باغ گیاهان جیدائی

## نگارخانه

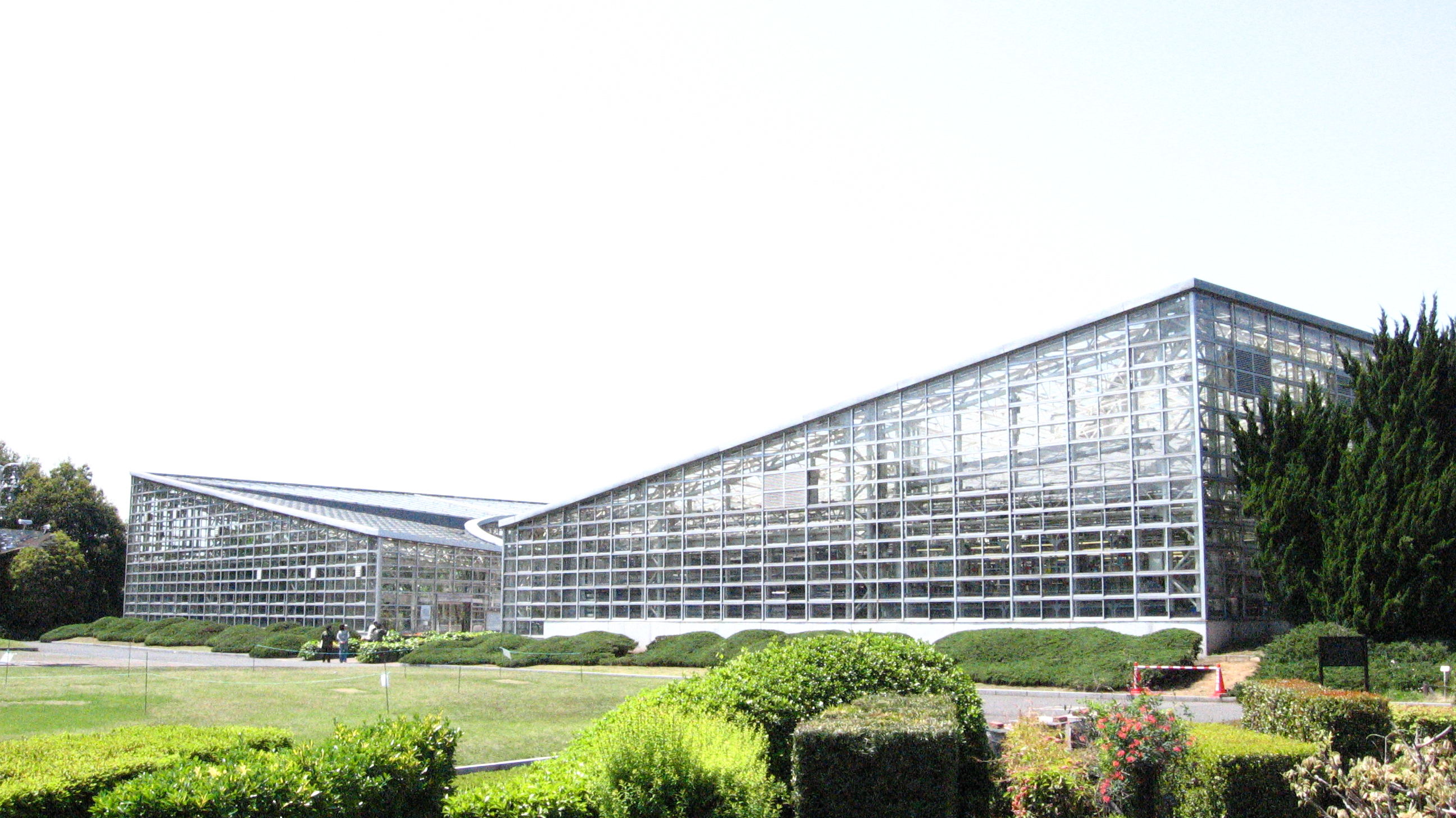
باغ گیاه‌شناسی جیندای
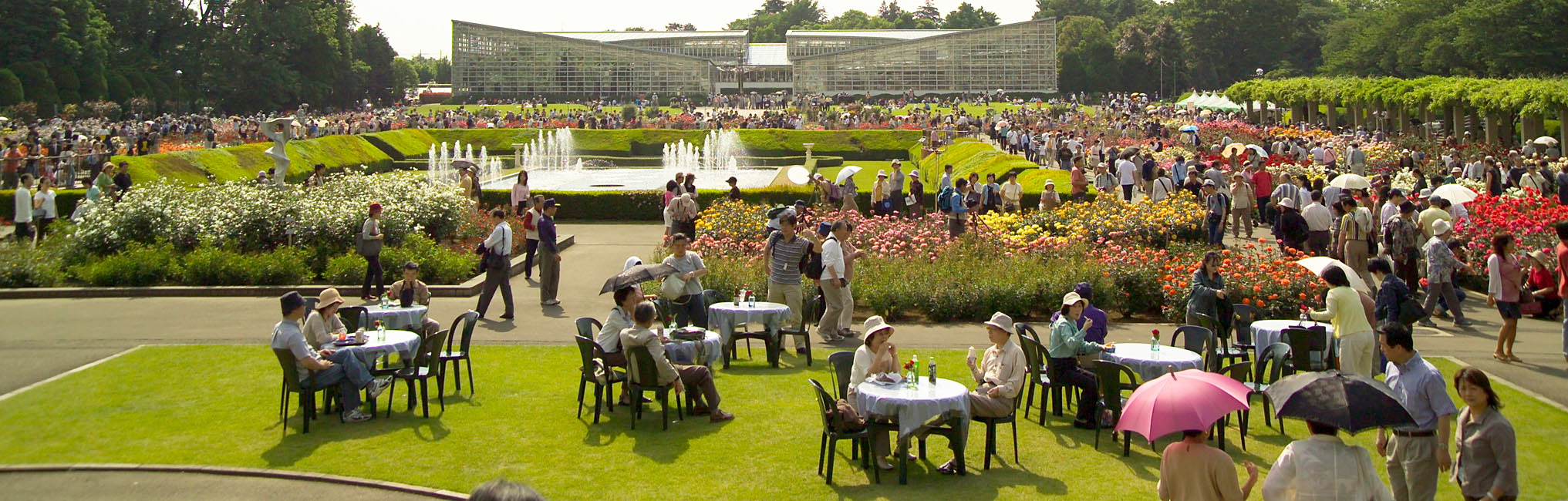
باغ گیاه‌شناسی جیندای